# Ernst Julius Zimmermann
Ernst Julius Zimmermann (* 18. Februar 1855 in Wiesbaden; † 16. Januar 1929 in Hanau) war ein Lehrer an der Hanauer Zeichenakademie und Historiker.

## Leben
Ernst Julius Zimmermann wuchs in Limburg an der Lahn auf, besuchte dort das Progymnasium und dann die Baugewerkschulen in Holzminden und Bromberg. Aufgrund seiner hervorragenden Leistungen dort erhielt er ein Stipendium für die Kunstgewerbeschule Wien, anschließend 1884 eine Stelle als Zeichenlehrer an der Zeichenakademie in Hanau, wo er bis 1921 lehrte und zum Professor ernannt wurde. Nachdem er nach Hanau gezogen war, widmete er sich intensiv der Geschichte von Stadt und Umland Hanau, woraus zahlreiche Veröffentlichungen hervorgingen. Dies gipfelte in dem umfangreichen Werk Hanau, Stadt und Land, das in mehreren Auflagen (1903, 1917, 1919, 1920) erschien und noch 1978 nachgedruckt wurde. Außerdem war er Vertrauensmann für die Denkmalpflege in der Stadt und dem Landkreis Hanau und Mitglied der Historischen Kommission für Hessen. Zimmermann war lange im Vorstand, zeitweise als Vorsitzender, im Hanauer Geschichtsverein aktiv und zuletzt dessen Ehrenmitglied.

## Veröffentlichungen
Hanau Stadt und Land
- Hanau Stadt und Land. Kulturgeschichte und Chronik einer fränkisch-wetterauischen Stadt und ehemaligen Grafschaft. 1. Auflage, Selbstverlag Hanau 1903. LXXXVI, 796 S.
- Hanau Stadt und Land. Kulturgeschichte und Chronik einer fränkisch-wetterauischen Stadt und ehemaligen Grafschaft. 2. erweiterte Auflage, Selbstverlag Hanau 1917 (gedruckt in Prag). LXXXVI, 829 S.
- Hanau Stadt und Land. Kulturgeschichte und Chronik einer fränkisch-wetterauischen Stadt und ehemaligen Grafschaft. 3. erweiterte Auflage, Selbstverlag Hanau 1919. LXXXVI, 953 S.
- Hanau Stadt und Land. Kulturgeschichte und Chronik einer fränkisch-wetterauischen Stadt und ehemaligen Grafschaft. 4. erweiterte Auflage, Selbstverlag Hanau 1920. LXXXVI, 953 S.
- Hanau Stadt und Land. Kulturgeschichte und Chronik einer fränkisch-wetterauischen Stadt und ehemaligen Grafschaft. Nachdruck der 3. erweiterten Auflage, Hanau 1919. LXXXVI, 953 S. Verlag Peters, Hanau 1978. ISBN 3-87627-243-2

Weiteres
- Hanauer Chronik mit Kultur- und Sittengeschichte. Ereignisse u. Bilder aus Stadt u. Land Hanau von den ältesten Zeiten bis zur Gegenwart. Hanau o. J.
- Hanaus öffentliche Brunnen in alter und neuer Zeit. Hanau 1888.
- Das Lamboyfest und seine Entwicklung zum Volksfest aus einem Bußtage. In: Hanauer Anzeiger. 8.–11. Juni 1892.
- Das Hanauer Marktschiff. Eine kurze Geschichte des Verkehrswesens auf dem Main im Mittelalter und zur Zeit der Gründung von Neu-Hanau. In: Hanauer Anzeiger. 25.–27. Februar 1897.
- Das Schulwesen in Hanau Stadt und Land im Mittelalter. In: Hanauer Anzeiger. 18.–22. Dezember 1897.
- Erinnerungen aus der Jugendzeit der Hanauer Zeitung. In: Hanauer Zeitung. 19. und 24. Januar 1901.
- Hermann Gollner. Ein Beitrag zur Hanauer Kunst- und Künstlergeschichte. In: Hanauer Anzeiger. Jahrgang 1906 [Serie].
- Die Feier des Lamboyfestes in Chicago. In: Hanauer Anzeiger. 29. Juni 1910.
- Hanauer Hundertjahr-Erinnerungen. Zwei Oettinger Prinzen, gefallene Helden in der Schlacht bei Hanau. In: Hanauer Anzeiger. 19. März 1913.
- Ein Graf von Hanau auf dem westlichen Kriegsschauplatz gefallen vor 360 Jahren. In: Hanauer Anzeiger? Jahrgang 1914.
- Die von Drachsche Gemäldesammlung im Museum des Hanauer Geschichtsverein. In: Hessenland. Jahrgang 29, 1915, S. 203–204.
- Das Zwölfuhrläuten und Zehnuhrläuten. In: Hanauer Anzeiger. 31. Mai 1918.
- Das Zehnuhrläuten und der Turmwächterdienst zu Hanau. In: Hanauer Anzeiger. 10. November 1921.
- Die Hanauer Hebräischen Drucke. In: Hanauisches Magazin. Jahrgang 3, Nr. 7/9 (1923/24).
- Die Deutschen Ortsnamen in Bezug auf Grenzen und Verkehr. Ostheim/Hanau 1929.